# Kloster Lisle-en-Barrois
Das Kloster Lisle-en-Barrois (Insula barrensi) ist eine ehemalige Zisterzienserabtei in der gleichnamigen Gemeinde im Département Meuse, Region Grand Est, in Frankreich, rund 17 km nördlich von Bar-le-Duc.

## Geschichte
Das Kloster wurde 1140 von Ulric de Lisle und seiner Frau Mathilde für Regularkanoniker gegründet, die sich zunächst in Les Anglecourts bei Courcelles-sur-l’Aire niederließen. 1150 bezogen Zisterzienser aus Saint-Benoît-en-Woëvre das Kloster, das damit der Filiation der Primarabtei Morimond angehörte. 1160 wurde das Kloster nach Lisle verlegt. Vom Ende des 12. Jahrhunderts an gehörten zu dem Kloster das Priorat mit dem Hof von Les Anglecourts und die Höfe von Vaudroncourt, Lamermont, Yvraumont, les Merchines, Cheminel, Le Bois-Japin, la Barbotte sowie ein größeres Waldgelände. Die Zahl der Mönche belief sich meist auf sechs bis zehn. 1567 wurde das Kloster in den Hugenottenkriegen zerstört, aber wiederaufgebaut. Während der Französischen Revolution wurde es 1790 aufgelöst. Die Gebäude wurden zwischen 1807 und 1825 größtenteils abgebrochen.

## Bauten und Anlage
Erhalten sind das Abtshaus von 1755 und einige außerhalb der Anlage gelegene Gebäude.